# 第10軍 (ロシア内戦)
第10軍（だい10ぐん、ロシア語: 10-я армия）は、ロシア内戦中の1918年から1920年にかけて赤軍に形成されていた編制。

## 沿革
1918年9月11日付共和国革命軍事会議指令に基づく翌10月3日の南部戦線革命軍事会議指令により、ツァリーツィンとカムィシンで活動する軍から形成された。1920年5月4日には「第10テレク軍」(10-я Терская армия) と改称され、同年7月に解散。その所属は当初の南部戦線から1919年10月1日には南東戦線、1920年1月16日からはカフカース戦線 (ru) へと移っている。
1918年10月から1919年1月にはツァリーツィンとカムィシンをピョートル・クラスノフ麾下の白軍ドン軍から防衛し、翌2月中旬からは反攻により白軍の一部を敗走させ、第9軍と協同してツァリーツィンの軍を急速にマヌィチ川まで移動させた。5月からは数で勝るピョートル・ヴラーンゲリ麾下の南ロシア軍カフカース軍 (ru) によってツァリーツィン、そしてカムィシンまで撤退を余儀なくされた。7月になると第10軍はV・I・ショーリン特別グループに組み込まれ、翌8月の南部戦線の反攻にも参加。ヴラーンゲリ軍の一部を破ってドン川中流まで進んだ。
10月には南東戦線の一部としてカムィシンで白軍に対する防衛戦を戦い、南部戦線がアントーン・デニーキン軍撃破のために動くことを可能とした。翌11月後半には南ロシアにおける赤軍の大攻勢に参加し、カフカース軍を敗走させて翌1920年1月3日にツァリーツィンを奪回した。同月16日に南東戦線がカフカース戦線に改称されてからは、第10軍は1月から3月にかけて北カフカース作戦 (ru) に参加。4月からはテレク州で反革命軍と戦い、春から夏には引き続きドン川南への攻撃を続けた。そして第9軍、第11軍と協同してスタヴロポリを解放し、北カフカースから白軍を完全に駆逐することに成功した。

## 構成
司令官
- クリメント・ヴォロシーロフ（1918年10月3日 - 12月18日）
- ニコライ・フジャコフ（ru, 1918年12月18日 - 26日）
- アレクサンドル・エゴロフ（1918年12月26日 - 1919年5月25日）
- レオニード・クリュエフ（ru, 1919年5月26日 - 12月28日）
- アレクサンドル・パヴロフ（ru, 1919年12月28日 - 1920年6月20日）
- ヴァシリー・グラゴレフ（ru, 1920年6月20日 - 7月8日）

革命軍事会議メンバー
- セルゲイ・ミーニン（ロシア語版）（1918年10月21日 - 11月、1919年7月 - 9月23日）
- ヴァレリー・メジュラウク（ロシア語版）（1918年10月28日 - 1919年6月4日）
- アレクセイ・オクロフ（ロシア語版）（1918年10月26日 - 12月26日）
- エフィム・シチャデンコ（1918年11月 - 1919年1月）
- ボリス・レグラン（ロシア語版）（1918年12月26日 - 1919年5月7日）
- M・E・エフレモフ（1919年1月28日 - 8月31日）
- O・I・ソモフ（1919年4月18日 - 10月20日）
- アンドレイ・ズナメンスキー（ru, 1919年6月11日 - 1920年7月4日）
- B・D・ミハイロフ（1919年8月18日 - 1920年6月5日）
- ニコライ・ポドヴォイスキー（ロシア語版）（1920年1月31日 - 3月18日）
- V・M・クヴィルケリヤ（1920年5月30日 - 7月8日）

参謀長
- ソコロフ（1918年10月16日 - 11月15日）
- セルゲイ・マツィレツキー（ru, 1918年11月15日 - 12月17日）
- N・Ya・カザノフ（1920年12月17日 - 26日）
- レオニード・クリュエフ（1918年12月26日 - 1919年5月26日）
- ボリス・コンドラチエフ（1919年5月26日 - 8月28日）
- ヴィクトル・チェルヌィシェフ（1919年8月28日 - 1920年6月15日）
- エルネスト・アッポガ（ロシア語版）（1920年6月15日 - 7月8日）

部隊
- 第1共産狙撃師団（1918年10月 - 1919年1月）
- 第1コテリニコヴォ狙撃師団（1918年10月 - 11月）
- 第1北クバーニ略狙撃師団（1918年10月 - 11月）
- 第1カムィシン狙撃師団（1918年10月 - 1919年3月）
- 第1スターリナヤ狙撃師団（1918年10月 - 1919年1月）
- 第14狙撃師団（ru, 1920年6月 - 7月）
- 第16狙撃師団（1920年4月 - 5月）
- 第20ペンザ狙撃師団（ru, 1919年12月 - 1920年2月、1920年3月 - 4月）
- 第28狙撃師団（ru, 1919年8月 - 1920年4月）
- 第32狙撃師団（1919年3月 - 1920年4月）
- 第33狙撃師団（1920年4月 - 5月）
- 第34狙撃師団（1919年6月 - 7月、1920年2月、1920年3月 - 4月）
- 第37狙撃師団（1918年10月 - 1920年2月）
- 第38狙撃師団（1918年10月 - 1920年2月）
- 第39狙撃師団（1918年11月 - 1920年3月）
- 第40狙撃師団（1920年4月 - 6月）
- 第50狙撃師団（1920年2月）
- コトルバノ・ブジノヴォカヤ狙撃師団（1918年10月 - 12月）
- ブジョーンヌイ騎兵軍団（1919年6月 - 9月）
- 騎兵略軍団（1919年9月 - 11月）
- 第1騎兵軍団（1920年4月 - 6月）
- 第1カフカース騎兵師団（ru, 1919年12月 - 1920年2月、1920年4月）
- 第2カフカース騎兵師団（ru, 1920年5月 - 6月）
- 第4ペトログラード騎兵師団（ru, 1918年11月 - 1919年7月）
- 第6騎兵師団（1919年3月 - 6月）
- 第7騎兵師団（ru, 1919年6月）
- 第9騎兵師団（1920年2月、1920年4月）
- 第12騎兵師団（ru, 1920年1月 - 2月、1920年4月 - 7月）
- 独立騎兵師団（ru, 1920年4月）